# Kleine kortvleugel
De kleine kortvleugel (Brachypteryx leucophris) is een zangvogel uit de familie Muscicapidae (vliegenvangers).

## Verspreiding en leefgebied
Deze soort telt 5 ondersoorten:
- B. l. nipalensis: van de Himalaya tot westelijk en noordelijk Myanmar en het zuidelijke deel van Centraal-China.
- B. l. carolinae: zuidelijk en zuidoostelijk China, oostelijk Myanmar, noordoostelijk Thailand en noordelijk Indochina.
- B. l. langbianensis: zuidelijk Indochina.
- B. l. wrayi: centraal en zuidelijk Maleisië.
- B. l. leucophris: Sumatra, Java en de Kleine Soenda-eilanden.